# Katarína Sedláčková
Katarína Sedláčková, rodným příjmením Fagošová (* 19. prosince 1983) je česká novinářka, od srpna 2025 zahraniční zpravodajka České televize v Londýně.

## Život
Vystudovala politologii a mezinárodní vztahy na Fakultě sociálních věd Univerzity Karlovy. Během studia pracovala třeba pro Nadaci Forum 2000 nebo jako koordinátorka pro International Youth Leadership Conference – několikadenní akci pro studenty z celého světa.
Po magisterské promoci nastoupila do zahraniční redakce České televize, bez jakékoli předchozí zkušenosti z médií. Od srpna 2025 se stala zahraniční zpravodajkou České televize ve Spojeném království, kde vystřídala Lukáše Dolanského.